# Château Aubéry
Ne doit pas être confondu avec Château d'Aubiry.
Le château Aubéry (anciennement appelé Maison Rivail) est une construction du début du XXe siècle, propriété du blanc créole (béké) Eugène Aubéry (1879-1942).
Il est situé à la Martinique, dans la localité de Croix Rivail, au Lamentin sur les parcelles 10, 11 et 12 de la section N de contenances respectives de 1 ha 58 a 23 ca, de 2 ha 87 a 61 ca et de 55 a 36 ca (soit une superficie totale de 5 ha 1 a 20 ca).

## Historique
En 1896, l'usine du Lareinty acquiert l'habitation (plantation) où sera construite la Maison Rivail de 1928 à 1930.
La famille Aubéry s'installe dès 1931 dans le château où la mosaïque du perron est marquée aux initiales du propriétaire AE. Eugène Aubéry est impliqué dans l'assassinat d'André Aliker, le 12 janvier 1934, dont il est le probable commanditaire. En 1942, à la mort du propriétaire de l'usine du Lareinty, sa femme et ses 8 enfants quittent la Maison Rivail.
Elle devient plus tard la propriété du Conseil général de la Martinique. En 1956, le château héberge l'École Normale, puis l'école d'agriculture.
Abandonnée depuis, le château Aubéry est vendu un franc symbolique à la commune de Ducos. 
L'édifice est protégé au titre des Monuments historiques (arrêté d'inscription en date du 31/12/1992).

## Architecture
Les travaux ont été menés sous la direction de l'architecte Germain Olivier et l'entrepreneur italien Volpi. 
Le château est de style Art déco. La construction a de nombreux témoignages de cette époque : ferronnerie, baignoire, décor en staff, carrelage.
En 1931, le domaine est composé d'un grand jardin, d'un verger, d'une maison en ciment armé, d'une dépendance, de bâtiments à usage de garage, cuisine et poulailler.